# Mariette Lindstein
Mariette Beatrice Lindstein, född 19 mars 1958 i Halmstad, är en svensk författare och föreläsare. 
Lindstein debuterade med boken Sekten på Dimön 2015. 2016 utkom Sekten som återuppstod och 2017 fullbordades trilogin med Sektens barn. Senare beslutade Mariette Lindstein sig för att fortsätta skriva om Dimön, och serien består nu av sju delar.
Mariette Lindstein gick med i Scientologikyrkan vid 20 års ålder. 2004 lyckades hon fly från scientologernas huvudkvarter i Kalifornien, USA. 2011 flyttade Mariette Lindstein hem till Sverige och började skriva en roman om den fiktiva sekten ViaTerra baserad på sina erfarenheter av scientologin. Böckerna har rönt stor uppmärksamhet och har sålts till 14 länder.
Mariette Lindstein har medverkat i många tidningsreportage och teve-intervjuer. Hon medverkade även i SVTs dokumentär Den enda sanna vägen 2015 samt föreläser i skolor, på bibliotek och andra offentliga platser om sina erfarenheter och faran med sektmentalitet.
Hon fick 2016 utmärkelsen Crimetime Specsavers Award för bästa debutroman.